# Wang Ke
Wang Ke (Qingdao, 31 agosto 1983) è un calciatore cinese, di ruolo centrocampista del Quingdao UST.